# Il giardino: paradiso del mondo
Il giardino: paradiso del mondo (francese: Tous les jardins du monde, lett. 'Tutti i giardini del mondo') è una monografia illustrata sulla storia dei giardini e del giardinaggio, scritta dalla paesaggista franco-olandese Gabrielle van Zuylen, e pubblicata da Éditions Gallimard nel 1994 in Francia, e da Electa/Gallimard nel 1995 in Italia. Quest'opera è il 62º titolo della collana «Universale Electa/Gallimard».

## Contenuto
Il libro tratta in modo professionale la storia dei giardini occidentali, dall'antichità ai giorni nostri.
In un senso di ricerca del paradiso perduto, l'autrice ripercorre la storia dei giardini dalla Genesi. La storia dei giardini è antica quanto quella del mondo poiché è Dio, dicono, che ha avuto l'idea di creare il primo «spazio verde» su questa terra ancora arida dove non c'erano né cespugli né erba, e vi ha posto l'uomo che aveva formato. Dopo la perdita del paradiso, da allora l'uomo non ha smesso di cercare di ricrearlo artificialmente. Filosofico, religioso, umanista, perfino licenzioso, il giardino ha avuto anche, nella sua storia, un destino politico.
D'altra parte, spiega l'autrice, il giardino è per delizia estetica, puramente artistico, in corrispondenza con lo stato di creazione di una pittura. Un luogo esclusivamente per l'arte e il piacere.

## Intervista
Un'intervista tra Van Zuylen e Éditions Gallimard è avvenuta in occasione della pubblicazione di Tous les jardins du monde.

## Edizione italiana
Tradotta da Beatrice Falaschi, l'edizione italiana è infatti una versione aumentata, con 192 pagine in totale, mentre l'edizione francese ha solo 176 pagine. La riformulazione introdotta nella sezione "Testimonianze e documenti", come indicato nella pagina del còlophon: «La sezione "Testimonianze e documenti" è stata realizzata appositamente per l'edizione italiana.»

## Accoglienza
Il sito Babelio attribuisce al libro una media di 3.76/5 sulla base di 19 valutazioni. Su Goodreads, l'edizione britannica ha una valutazione media di 4.14 su 5, basata su 7 valutazioni, indicando recensioni generalmente positive.
Nella rivista francese L'Œil, un autore anonimo trova l'opera «affascinante».